# Miletos
Miletos (gr. Μίλητος) – postać z mitologii greckiej, legendarny eponim Miletu.
Był synem Apolla i Akakallis, córki Minosa. Obawiająca się gniewu ojca matka porzuciła małego Miletosa w lesie, gdzie wykarmiła go wilczyca, a następnie wychowali pasterze. Według Owidiusza natomiast był synem Apollona i Dejone. Odrzucił zaloty zakochanego w nim Minosa, który wygnał go z Krety. Po opuszczeniu wyspy Miletos udał się na wybrzeże Karii, gdzie założył miasto nazwane jego imieniem. W nowej ojczyźnie poślubił Idoteę, córkę króla Eurytosa, z którą miał syna Kaunosa i córkę Byblis.
Mit o Miletosie mógł być echem historycznych związków minojsko-małoazjatyckich, na Krecie bowiem istniało już miasto o nazwie Milet. Możliwe zatem, iż karyjski Milet został założony przez kolonistów z Krety.